# Vincenzo Cappelletti
Vincenzo Cappelletti (Roma, 2 agosto 1930 – Roma, 21 maggio 2020) è stato un filosofo e storico della scienza italiano.

## Biografia
Dopo gli studi liceali classici, si laureò prima in medicina poi in filosofia. Nel 1967, conseguì la libera docenza in storia della scienza che, dal 1968 al 1971, insegnò, per incarico, all'Università di Perugia, quindi, dal 1972, all'Università La Sapienza di Roma dove, nel 1980, conseguì l'ordinariato; insegnò poi la stessa disciplina all'Università Roma Tre fino al 2002, quando andò in quiescenza.
Nel 1956, iniziò a collaborare con l'Istituto dell'Enciclopedia Italiana di Roma, fino a diventarne, nel 1969, vicedirettore generale, quindi, l'anno successivo, direttore generale, carica che manterrà fino al 1992. Questo periodo vedrà una progressiva affermazione sia in campo nazionale che internazionale dell'Istituto, con un forte incremento nella produzione delle opere nonché l'apertura di nuovi ed innovativi progetti editoriali.
Dal 1992 al 2002, fu vicepresidente (carica condivisa con Roberto Pontremoli) e direttore scientifico dell'Enciclopedia Italiana, carica rivestita negli anni trenta da Giovanni Gentile, poi da Gaetano De Sanctis, quindi da Aldo Ferrabino di cui Cappelletti fu collaboratore negli anni 50'. Già condirettore della rivista di storia della scienza Physis (dal 1991) e degli Archives Internationales d'Histoire des Sciences, diresse, dal 1956, Il Veltro. Rivista della civiltà italiana (da lui fondata assieme a Aldo Ferrabino), nonché presiede la casa editrice Studium. Fu anche socio storico dei "Martedì Letterari".
Dal 1970 al 2011, fu presidente della Domus Galilaeana di Pisa e, dal 1989 al 1997, dell'Académie Internationale d'Histoire des Sciences. Dal 1999 fu presidente della Società Italiana di Storia della Scienza (presidente onorario dal 2011) e, dal 1997 al 2010, dell'Istituto Accademico di Roma. Inoltre, dal 2001 al 2005, fu commissario straordinario dell'Istituto Italiano di Studi Germanici, quindi presidente dal 2006 al 2011, promuovendone il passaggio da istituzione culturale a ente di ricerca. Presiedeva inoltre, dal 1988, la Società Europea di Cultura, fra gli anni 80' e 90' il Centro Italiano di Sessuologia (CIS), la Fondazione Nazionale "C. Collodi" dal 1989, il Consorzio BAICR-Sistema Cultura (Biblioteche e Archivi Istituti Culturali di Roma) dal 1991, la Fondazione FUCI dal 1996 al 2011. 
La sua attività scientifica ha riguardato inizialmente la storia e l'epistemologia delle scienze biologiche nella Germania dell'Ottocento, quindi le teorie psicoanalitiche, in particolare la psicoanalisi freudiana e la psicologia analitica, nei loro rapporti con le altre discipline socio-umanistiche, fra cui l'antropologia, la politica e la filosofia. Ha anche curato collectanee su aspetti del pensiero nonché le opere di alcuni scienziati del Settecento e dell'Ottocento, fra cui Giovanni Battista Morgagni, Emil Du Bois-Reymond, Rudolf Virchow, Hermann von Helmholtz. Quindi, dopo aver ulteriormente approfondito gli aspetti storiografici e metodologici delle scienze esatte e naturali, i suoi interessi di ricerca si sono rivolti verso la filosofia e la sociologia delle scienze, analizzando, sia dal punto di vista storiografico che epistemologico, i rapporti storico-dialettici fra scienza e società, con particolare riguardo alle scienze umane.

## Pubblicazioni principali
- Emil Du Bois-Reymond – I sette enigmi del mondo (a cura di), Firenze, Tip. L'impronta, 1957.
- Atomi e vita, Bologna, Edizioni Cappelli, 1958.
- Entelechìa. Saggi sulle dottrine biologiche del secolo XIX, Firenze, G.C. Sansoni, 1965.
- Opere di Hermann von Helmholtz (a cura di), Torino, UTET, 1967 (2ª ed., 1995).
- Rudolf Virchow – Vecchio e nuovo vitalismo (a cura di), Roma-bari, Editori Laterza, 1969.
- L'interpretazione dei fenomeni della vita (a cura di), Bologna, Società editrice il Mulino, 1972.
- Emil Du Bois-Reymond – I confini della conoscenza della natura (a cura di), Milano, Giangiacomo Feltrinelli Editore, 1973.
- Freud. Struttura della metapsicologia, Roma-Bari, Editori Laterza, 1973.
- Epistemologia, metodologia clinica e storia della scienza medica (AA.VV.), 5 voll. (IV e V curati da V. Cappelletti e Dario Antiseri, 1982), Roma, Arti grafiche E. Cossidente, 1977-82.
- La scienza tra storia e società, Roma, Edizioni Studium, 1978.
- Saggi di storia del pensiero scientifico dedicati a Valerio Tonini (a cura di), Roma, Casa Editrice Jouvence, 1983.
- Antropologia dei valori e critica del marxismo (a cura di), Roma, PWPA-Edizioni dell'Accademia, 1984.
- Alle origini della "philosophia anthropologica", Napoli, Guida editori, 1985.
- De sedibus, et causis. Morgagni nel centenario (curato assieme a Federico Di Trocchio), Roma, Istituto dell'Enciclopedia Italiana, 1986.
- L'Enciclopedia Italiana per l'Europa: le nuove opere Treccani, Roma, Quaderni de Il Veltro, 1992.
- Le scienze umane nella cultura e nella società odierne (a cura di), Edizioni Studium, 1993.
- Etnia e Stato, localismo e universalismo (a cura di), Roma, Edizioni Studium, 1995.
- Introduzione a Freud, Roma-Bari, Editori Laterza, 1997 (2ª ed., 2000; 3ª ed. ampliata, 2010).
- Filosofia come scienza rigorosa. Edmund Husserl a centocinquant'anni dalla nascita (con Renato Cristin), Soveria Mannelli (CZ), Rubbettino Editore, 2012.
- L'Università e la sua riforma (curato assieme a Giuseppe Bertagna), Roma, Edizioni Studium, 2012.
- Natura e pensiero. Percorsi storico-filosofici, Roma, Aracne Editrice, 2018.

## Riconoscimenti
Dottore honoris causa dell'Università di El Salvador e di Moron-Buenos Aires, è stato socio straniero dell’Accademia delle Scienze di Bucarest. Nel 1991, riceve il Premio internazionale Montaigne per le scienze umane. Medaglia d'oro al merito accademico, è insignito, nel 2003, della medaglia Koiré dell'Académie Internationale d'Histoire des Sciences e, per due volte, della medaglia d'oro al merito della cultura italiana, sia per gli sviluppi dell'Enciclopedia Italiana che per la promozione degli studi di storia della scienza.